# Мери Блеър
Мери Блеър (на английски: Mary Blair, родена Мери Робинсън, на английски: Mary Robinson) е американска художничка, графичен дизайнер и илюстратор, известна преди всичко с работата си за The Walt Disney Company.
Блеър е автор на изключително запомнящи се образи в анимационни филми като „Алиса в страната на чудесата“, „Питър Пан“, „Song of the South“ и „Пепеляшка“. Някои от нейните илюстрирани книги за деца от 50-те години на 20 век са постоянно преиздавани и до днес. Блеър е почетена с наградата „Легендите на Дисни“ през 1991 г. — една от първите жени, които получават подобно признание. По повод на 100-годишнината от рождението ѝ, на 21 октомври 2011 Google ѝ посвещава специално лого.

## За нея
- Canemaker J., Blair M. The Art and Flair of Mary Blair: An Appreciation, 2003, 128 p. ISBN 0-7868-5391-3.